# 卡內爾峰
卡內爾峰（英語：Carnell Peak）是南極洲的山峰，座標79°28′S 85°17′W，位於埃爾斯沃思地，屬於埃爾斯沃思山脈中赫里蒂奇嶺的一部分，海拔高度1,730米（5,680英尺），美國地質調查局根據測量和美國海軍拍攝的空中照片繪入地圖，現時由南極條約體系管理。